# Maurizio Argentieri
Maurizio Argentieri (Roma, 25 maggio 1964) è un tecnico del suono italiano, vincitore di un David di Donatello per il miglior suono, di un Nastro d'argento al migliore sonoro in presa diretta e un Ciak d'oro per il migliore sonoro in presa diretta.

## Biografia
Debutta nel mondo cinematografico nel 1989.

## Filmografia
- Strane storie, regia di Sandro Baldoni (1994)
- Il principe di Homburg, regia di Marco Bellocchio (1997)
- Pane e tulipani, regia di Silvio Soldini (2000)
- Casomai, regia di Alessandro D'Alatri (2002)
- L'ora di religione, regia di Marco Bellocchio (2002)
- Venuto al mondo, regia di Sergio Castellitto (2012)
- Anni felici, regia di Daniele Luchetti (2013)
- Latin Lover, regia di Cristina Comencini (2015)
- Il sindaco del rione Sanità, regia di Mario Martone (2019)

## Premi e riconoscimenti
- David di Donatello
  - 2000 - Miglior suono per Pane e tulipani[1]
- Nastro d'argento
  - 2002 - Miglior sonoro per Casomai e L'ora di religione[2]
- Ciak d'oro
  - 2000 - Miglior sonoro per Pane e tulipani